# Wereldkampioenschappen alpineskiën 2003
De wereldkampioenschappen alpineskiën 2003 werden van 2 februari tot en met 16 februari georganiseerd in het Zwitserse Sankt Moritz.
Het was de 37e officiële editie van de wereldkampioenschappen die om de twee jaar worden georganiseerd door de Fédération Internationale de Ski.

## Resultaten

### Afdaling
| #      | Naam                | Land | Tijd    |
| ------ | ------------------- | ---- | ------- |
| Goud   | Michael Walchhofer  | AUT  | 1.43,54 |
| Zilver | Kjetil André Aamodt | NOR  | 1.44,05 |
| Brons  | Bruno Kernen        | SUI  | 1.44,51 |
| 4      | Didier Cuche        | SUI  | 1.44,67 |
| 5      | Stephan Eberharter  | AUT  | 1.44,68 |

| #      | Naam                  | Land | Tijd    |
| ------ | --------------------- | ---- | ------- |
| Goud   | Mélanie Turgeon       | CAN  | 1.34,30 |
| Zilver | Corinne Rey-Bellet    | SUI  | 1.34,41 |
| Zilver | Alexandra Meissnitzer | AUT  | 1.34,41 |
| 4      | Brigitte Obermoser    | AUT  | 1.34,82 |
| 5      | Renate Götschl        | AUT  | 1.34,87 |

### Super-G
| #      | Naam                | Land | Tijd    |
| ------ | ------------------- | ---- | ------- |
| Goud   | Stephan Eberharter  | AUT  | 1.38,80 |
| Zilver | Hermann Maier       | AUT  | 1.39,57 |
| Zilver | Bode Miller         | USA  | 1.39,57 |
| 4      | Ambrosi Hoffmann    | SUI  | 1.39,61 |
| 5      | Kjetil André Aamodt | NOR  | 1.39,75 |

| #      | Naam                  | Land | Tijd    |
| ------ | --------------------- | ---- | ------- |
| Goud   | Michaela Dorfmeister  | AUT  | 1.27,48 |
| Zilver | Kirsten Lee Clark     | USA  | 1.27,50 |
| Brons  | Jonna Mendes          | USA  | 1.27,63 |
| 4      | Geneviève Simard      | CAN  | 1.27,90 |
| 5      | Alexandra Meissnitzer | AUT  | 1.28,06 |

### Reuzenslalom
| #      | Naam               | Land | Tijd    |
| ------ | ------------------ | ---- | ------- |
| Goud   | Bode Miller        | USA  | 2.45,93 |
| Zilver | Hans Knauß         | AUT  | 2.45,96 |
| Brons  | Erik Schlopy       | USA  | 2.45,97 |
| 4      | Aleš Gorza         | SLO  | 2.46,32 |
| 5      | Aksel Lund Svindal | NOR  | 2.46,77 |

| #      | Naam                 | Land | Tijd    |
| ------ | -------------------- | ---- | ------- |
| Goud   | Anja Pärson          | SWE  | 2.30,97 |
| Zilver | Denise Karbon        | ITA  | 2.32,52 |
| Brons  | Allison Forsyth      | CAN  | 2.32,76 |
| 4      | Michaela Dorfmeister | AUT  | 2.32,83 |
| 5      | Tina Maze            | SLO  | 2.33,03 |

### Slalom
| #      | Naam              | Land | Tijd    |
| ------ | ----------------- | ---- | ------- |
| Goud   | Ivica Kostelić    | CRO  | 1.40,66 |
| Zilver | Silvan Zurbriggen | SUI  | 1.40,99 |
| Brons  | Giorgio Rocca     | ITA  | 1.41,02 |
| 4      | Benjamin Raich    | AUT  | 1.41,12 |
| 5      | Manfred Pranger   | AUT  | 1.41,25 |

| #      | Naam            | Land | Tijd    |
| ------ | --------------- | ---- | ------- |
| Goud   | Janica Kostelić | CRO  | 1.39,55 |
| Zilver | Marlies Schild  | AUT  | 1.40,18 |
| Brons  | Nicole Hosp     | AUT  | 1.40,46 |
| 4      | Anja Pärson     | SWE  | 1.40,58 |
| 5      | Anna Ottosson   | SWE  | 1.40,94 |

### Combinatie
| #      | Naam                | Land | Tijd    |
| ------ | ------------------- | ---- | ------- |
| Goud   | Bode Miller         | USA  | 3.18,41 |
| Zilver | Lasse Kjus          | NOR  | 3.18,48 |
| Brons  | Kjetil André Aamodt | NOR  | 3.18,54 |
| 4      | Pierrick Bourgeat   | FRA  | 3.18,59 |
| 5      | Silvan Zurbriggen   | SUI  | 3.18,97 |

| #      | Naam            | Land | Tijd    |
| ------ | --------------- | ---- | ------- |
| Goud   | Janica Kostelić | CRO  | 2.41,63 |
| Zilver | Nicole Hosp     | AUT  | 2.41,69 |
| Brons  | Marlies Oester  | SUI  | 2.43,83 |
| 4      | Marlies Schild  | AUT  | 2.43,85 |
| 5      | Maria Riesch    | GER  | 2.44,60 |

## Medaillespiegel
| Plaats | Land             | Goud | Zilver | Brons | Totaal |
| 1      | Oostenrijk       | 3    | 4      | 2     | 9      |
| 2      | Kroatië          | 3    | 0      | 0     | 3      |
| 3      | Verenigde Staten | 2    | 1      | 3     | 6      |
| 4      | Canada           | 1    | 0      | 1     | 2      |
| 5      | Zweden           | 1    | 0      | 0     | 1      |
| 6      | Zwitserland      | 0    | 2      | 2     | 4      |
| 7      | Noorwegen        | 0    | 2      | 1     | 3      |
| 8      | Italië           | 0    | 1      | 1     | 2      |
| Totaal | Totaal           | 10   | 10     | 10    | 30     |